# Loi de Foster
La loi de Foster est un principe scientifique admettant que la quantité de ressources disponibles dans l'environnement d'une espèce donnée a une influence sur la taille de celle-ci. Cette théorie est souvent appliquée dans des cas d'isolement insulaire. Il est par exemple connu que le Mammouth évolue en Mammouth nain lorsqu'une population se retrouve isolée sur de petites îles. Des évolutions semblables ont également été observées chez d'autres animaux tels que des éléphants, des hippopotames, des boas ou encore des hommes,.